# Mein Bruder heißt Robert und ist ein Idiot
Mein Bruder heißt Robert und ist ein Idiot é um filme de drama alemão de 2018 dirigido e escrito por Philip Gröning. Estrelado por Josef Mattes, estreou no Festival Internacional de Cinema de Berlim em 21 de fevereiro.

## Elenco
- Josef Mattes - Robert
- Julia Zange - Elena
- Urs Jucker - Erich
- Stefan Konarske - Adolf
- Zita Aretz - Cecilia
- Karolina Porcari - Lehrerin